# Helcomyza mediterranea
Helcomyza mediterranea är en tvåvingeart som först beskrevs av Friedrich Hermann Loew 1854.  Helcomyza mediterranea ingår i släktet Helcomyza och familjen Helcomyzidae. Inga underarter finns listade i Catalogue of Life.